# انجيلو بروكس
انجيلو بروكس (بالإنجليزية: J. B. Smoove)‏ هو كاتب وكاتب سيناريو وممثل أمريكي، ولد في 16 ديسمبر 1965 ببليموث في الولايات المتحدة.

## أعمال

### أفلام
- (2010) ليلة موعد[5][6]
- (2010) موسم الأعاصير
- (2011) اشترينا حديقة حيوان[7]
- (2011) إجازة زوجية[8]
- (2011) جليس الأطفال[9]
- (2012) الديكتاتور[10]
- (2013) السنافر 2[11]
- (2013) فيلم 43[12]
- (2013) منزل مسكون[13]
- (2014) أفضل خمسة[14]
- (2016)  القصة التالية[15]
- (2016) عيد الميلاد تقريبا
- (2019)  بعيدا عن الوطن

### مسلسلات
- الدجاجة الآلية
- سلاحف النينجا
- كاسل

## وصلات خارجية
- انجيلو بروكس على موقع IMDb (الإنجليزية)
- انجيلو بروكس على موقع روتن توميتوز (الإنجليزية)
- انجيلو بروكس على موقع ألو سيني (الفرنسية)
- انجيلو بروكس على موقع أول موفي (الإنجليزية)
- انجيلو بروكس على موقع قاعدة بيانات الأفلام السويدية (السويدية)
- انجيلو بروكس على موقع قاعدة بيانات الفيلم (الإنجليزية)
- انجيلو بروكس على موقع كينوبويسك (الروسية)